# Patrice de Bonneval
Patrice de Bonneval, né le 1er octobre 1943 à Montauban et mort le 26 mars 2024 à Lyon, est un pharmacien et herboriste français défenseur de l'usage des simples médicinaux.

## Biographie
Patrice de Bonneval est pharmacien à Lyon, En 1979, il reprend l'herboristerie de la Croix Rousse. En 1983, il fonde l’École Lyonnaise des Plantes Médicinales, un centre de formation à l'herboristerie et l'usage des plantes médicinales. 
Durant le dernier quart du XXe siècle, avec Michel Pierre et Jacques Fleurentin, il a permis aux herboristeries de survivre à la disparition du certificat d'herboriste en 1941. 
Il rédige plusieurs ouvrages pour défendre et expliquer l'usage des simples. En 2018, il est président de la Fédération Française des écoles d’herboristerie. Créée en 2014, elle regroupe les six écoles reconnues par la communauté : l’École lyonnaise des plantes médicinales, l’Association pour le renouveau de l’herboristerie, l’École bretonne d’herboristerie, l’École des plantes de Paris, l’École française d’herboristerie et l’Institut méditerranéen de documentation, d’enseignement et de recherche sur les plantes médicinales.
Dans les années 2010, il est acteur des débats sur les métiers d'herboristes animés par les sénateurs Jean-Luc Fichet en 2011 puis Joël Labbé en 2018,,.

## Principales publications
- 1981 Guide de l'herboriste phytoaromathérapie, Bourg-en-Bresse : Impr. réunies, 55 pages[8].
- 1990 Manuel pratique de l'herboriste,  Saint-Vincent-sur-Jabron : Ed. Présence, 418 pages[9].
- 1999 L'herboristerie: manuel pratique de la santé par les plantes pour l'homme et l'animal : phytothérapie, aromathérapie, oligothérapie, vitaminothérapie, Méolans-Revel : Éd. Désiris, 416 pages[10]
- 2006 Faites vos cosmétiques et vos shampoings bio et naturels,  Bats : Éd. d'Utovie, 48 pages[11]
- 2007 Manuel pratique d'aromathérapie au quotidien, co-auteur Franck Dubus, Méolans-Revel : le Sureau, DL, 367 pages[12].